# Federació de Futbol de Nigèria
La Federació de Futbol de Nigèria (fins 2008 Associació de Futbol de Nigèria) és la institució que regeix el futbol a Nigèria. Agrupa tots els clubs de futbol del país i es fa càrrec de l'organització de la Lliga nigeriana de futbol i la Copa. També és titular de la Selecció de futbol de Nigèria absoluta i les de les altres categories. Té la seu a Abuja.
Va ser formada el 1945. L'any 2014 va ser suspesa per la FIFA temporalment.
- Afiliació a la FIFA: 1960
- Afiliació a la CAF: 1959

## Presidents
- Pa Mulford (1945-1947)
- Pius Quist (Anthony) (1947-194)
- D.H. Holley (1949-1950)
- P. Harvey (1951-1953)
- N. Miller (1954-1956)
- Dennis J. Slattery (1957-1958)
- R.B. Allen (1959-1960)
- Godfrey Amachree (1960 - 1961)
- F.A. Ogunmuyiwa (1961 - 1962)
- Louis Edet May (1962 - 1963)
- M.S. Adawale (Acting) (1963 - 1963)
- A.B. Osula (Acting) (1963 - 1963)
- Francis Giwa-Osagie (1964 - 1964)
- Ishola Bajulaiye (1965 - 1965)
- Chuba Ikpeazu (1965 - 1967)
- Godfrey Amachree (1967 - 1970)
- Kevin Lawson (Col.) (1971 - 1971)
- Edwin Kentebbe (Comdr.) (1971 - 1972)
- Ademola Adeoba (Acting) (1972 - 1972)
- Emmanuel Sotomi (Brig.) (1973 - 1973)
- Sunday Dankaro (1974 - 1980)
- Mike Okwechime (Col.) (1981 - May 1982)
- Edwin Kentebbe (Comdr.) 1982–1983
- Tony Ikazoboh (1983 - 1987)
- John Obakpolor (1987 - 1988)
- Chuba Ikpeazu (1988 - 1989)
- Efiom Okon (Interim) (1989)
- Tony Ikazoboh (1989)
- Yusuf Ali (1990 - 1991)
- Efiom Okon (1991 - 1992)
- Amos Adamu (1992 - 1993)
- Emeka Omeruah (1993 - 1997)
- Abdulmumini Aminu (1997 - 1999)
- Kojo Williams (1999)
- Dominic Oneya (1999 - 2002)
- Ibrahim Galadima (2002 - 2006)
- Sani Lulu (2006 - 2010)
- Aminu Maigari (2010 - 2014)
- Amaju Pinnick (2014–Present)